# Praça Staraya

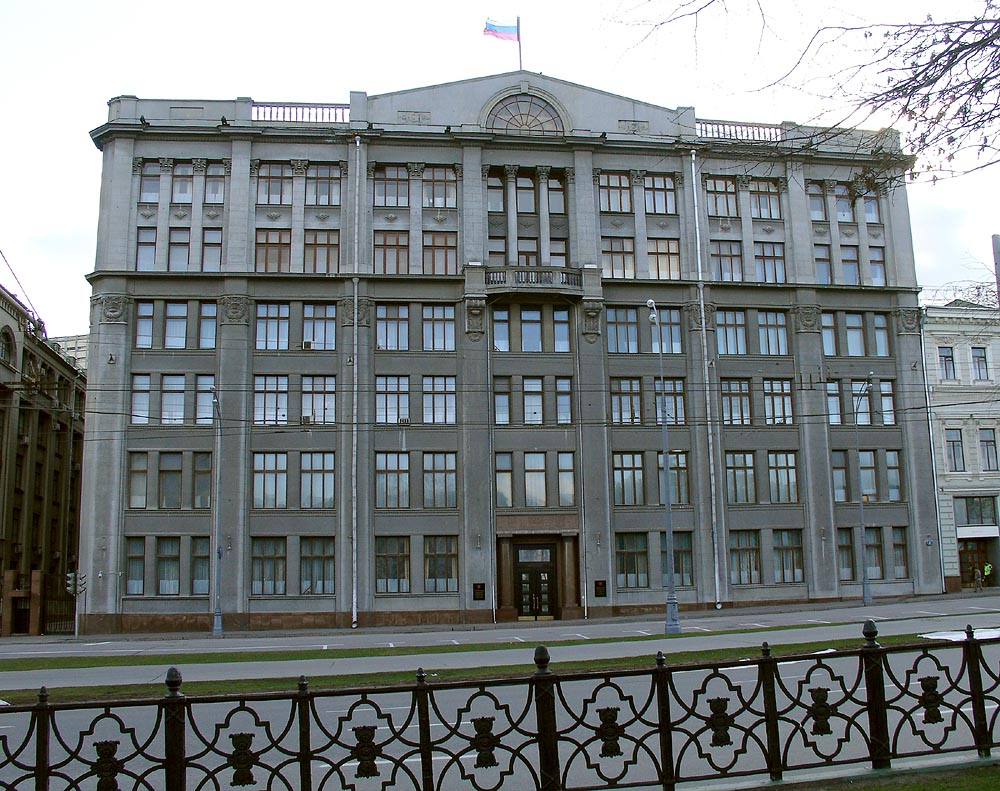
O antigo Comitê Central do Partido Comunista, hoje sede da Administração Presidencial.

A Praça Staraya (em russo: Старая Площадь, literalmente Velha Praça) conecta a rua Ilyinka com a Praça Slavyanskaya na área central de Kitai-gorod em Moscou, na Rússia. Não é verdadeiramente uma praça, mas sim uma rua, normalmente fechada ao tráfego regular da cidade. O edifício histórico localizado na Praça Staraya 4, foi a sede do Comité Central do Partido Comunista da União Soviética, assim a Praça Staraya se tornou um símbolo para o Partido. Agora, o edifício é a sede da Administração Presidencial da Rússia, mantendo o seu valor simbólico. É uma das praças centrais de Moscou que formam um arco em torno do Kremlin e de Kitai-gorod.

## História
A Praça Staraya surgiu como uma rua da cidade dentro dos muros da fortaleza de Kitai-gorod. O muro foi construído em 1530, e demolido em 1934.

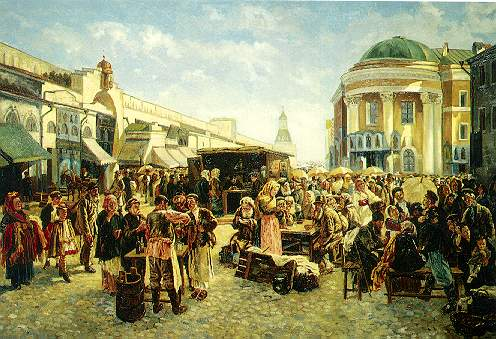
A Praça em 1890, por V. Pozdneev.

Ao longo do século XIX, a Praça Staraya e a Praça Novaya,um pouco ao norte, frequentemente trocavam seus nomes, confundindo moscovitas e visitantes; O nome atual se estabeleceu no início do século XX. Em 1899, a cidade fechou os mercados de pulgas em torno do muro da fortaleza. Antes da eclosão da Primeira Guerra Mundial, a Sociedade Mercante de Moscou havia reconstruído a Praça Staraya com uma cadeia de grandes edifícios de escritórios como o Boyarsky Dvor (por Fyodor Schechtel), um exemplo de Art nouveau, e o neoclássico edifício histórico da Praça Staraya (por Vladimir Sherwood Jr.). Desde 1918, eles esses edifícios foram ocupados por instituições federais soviéticas e atualmente russas.